# Карл Юлиус Перлеб
Карл Юлиус Перлеб (на немски: Karl Julius Perleb) е германски ботаник.

## Биография
Роден е на 20 май 1794 година в Констанц, Свещена Римска империя. През 1811 година завършва Фрайбургския университет, където по-късно защитава докторати по философия и медицина. От 1818 година до края на кариерата си преподава в университета.
Умира на 11 юни 1845 година във Фрайбург, Баден, на 51-годишна възраст.